# جون جيليز
جون جيليز (بالإنجليزية: John Gillies (botanist))‏ (و. 1792 – 1834 م) هو مستكشف، وعالم نبات من المملكة المتحدة .
توفي في إدنبرة ، عن عمر يناهز 42 عاماً.

## التعليم
تعلم في جامعة إدنبرة

## الخدمة العسكرية
خدم في البحرية الملكية البريطانية.